# Molenvliet (Tholen)
Molenvliet is een buurtschap in de gemeente Tholen. 
De buurtschap ligt noordwestelijk van de plaats Tholen aan de Molenvlietsedijk ten zuiden van de Nieuwe Postweg (N286).
De naam bestaat uit 'vliet' als waterloop in een getijdengebied en 'molen'. De buurtschap wordt al genoemd in 1744.
Molenvliet bestond in 1840 uit vijf huizen met ongeveer 30 inwoners. Tot de bebouwing behoorde tot 1955 de hofstede 'Molenvliet'.
In 2022 werden plannen gepubliceerd voor de aanleg van een nieuwe woonwijk 'Molenvliet'.
Steden: Sint-Maartensdijk · Tholen

Dorpen: Anna Jacobapolder · Oud-Vossemeer · Poortvliet · Scherpenisse · Sint-Annaland · Sint Philipsland · Stavenisse

Buurtschappen: Botshoofd · De Sluis · Gorishoek · Malland · Molenvliet · Molenwerf · Mosselhoek · Onder de Molen · Oud Kerkhof · Oudeland · De Rand · Rijkebuurt · Schoondorp · Steenenkruis · Strijenham · Westkerke

Zeeland: Steden en dorpen in Zeeland      Nederland: Provincies · Gemeenten